# Condover
Condover är en ort och civil parish i Storbritannien.   Den ligger i grevskapet Shropshire i riksdelen England, i den södra delen av landet, 220 km nordväst om huvudstaden London. Condover ligger 88 meter över havet och antalet invånare är 659.
Terrängen runt Condover är platt åt nordost, men åt sydväst är den kuperad.Runt Condover är det ganska tätbefolkat, med 160 invånare per kvadratkilometer. Närmaste större samhälle är Shrewsbury, 6,9 km norr om Condover. Trakten runt Condover består i huvudsak av gräsmarker.